# Oberlimberg
Oberlimberg (en Sarrois Om Lémbärsch/Lémberch) est un ortsteil de Vaudrevange en Sarre.

## Galerie photographique

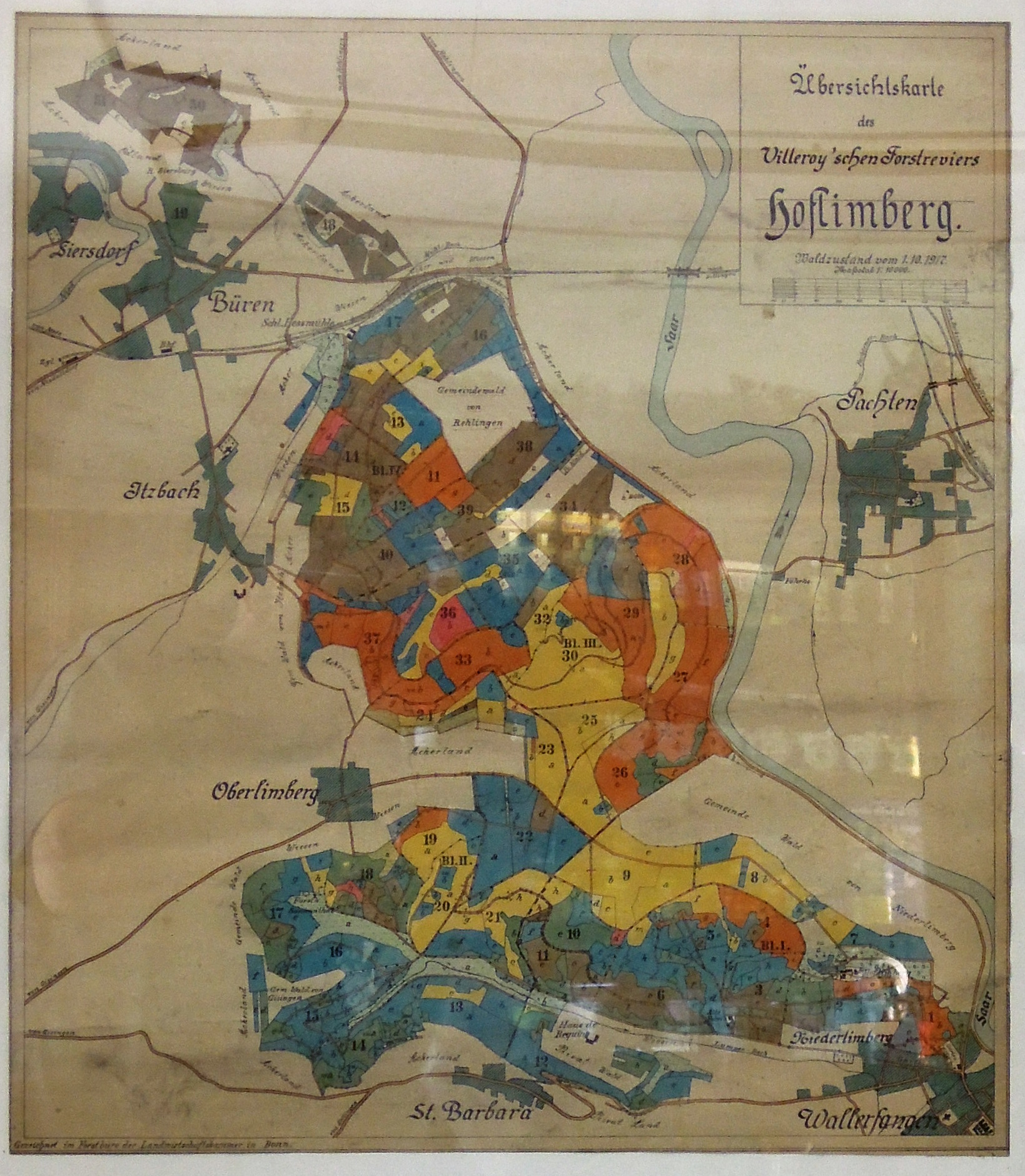
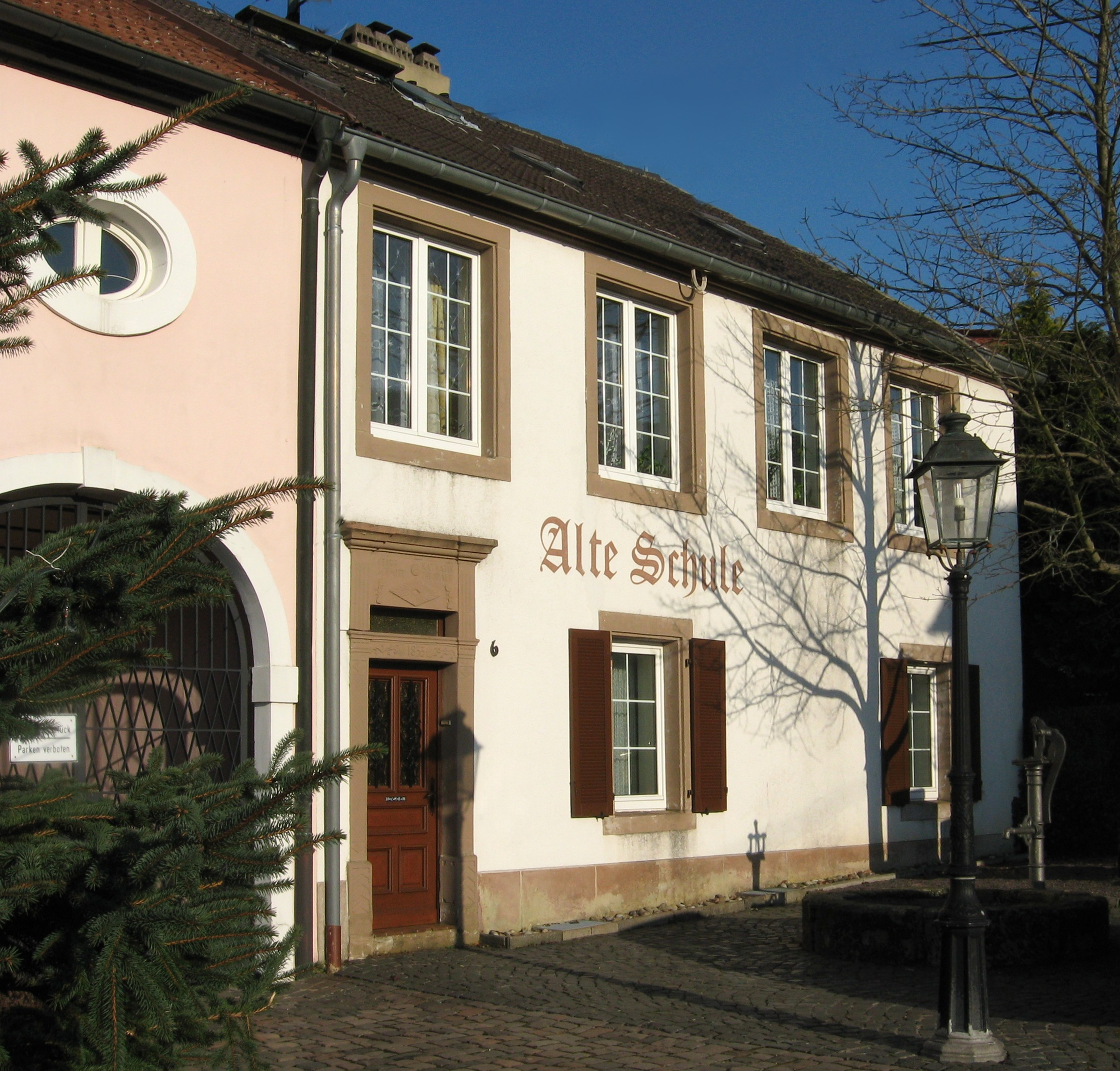
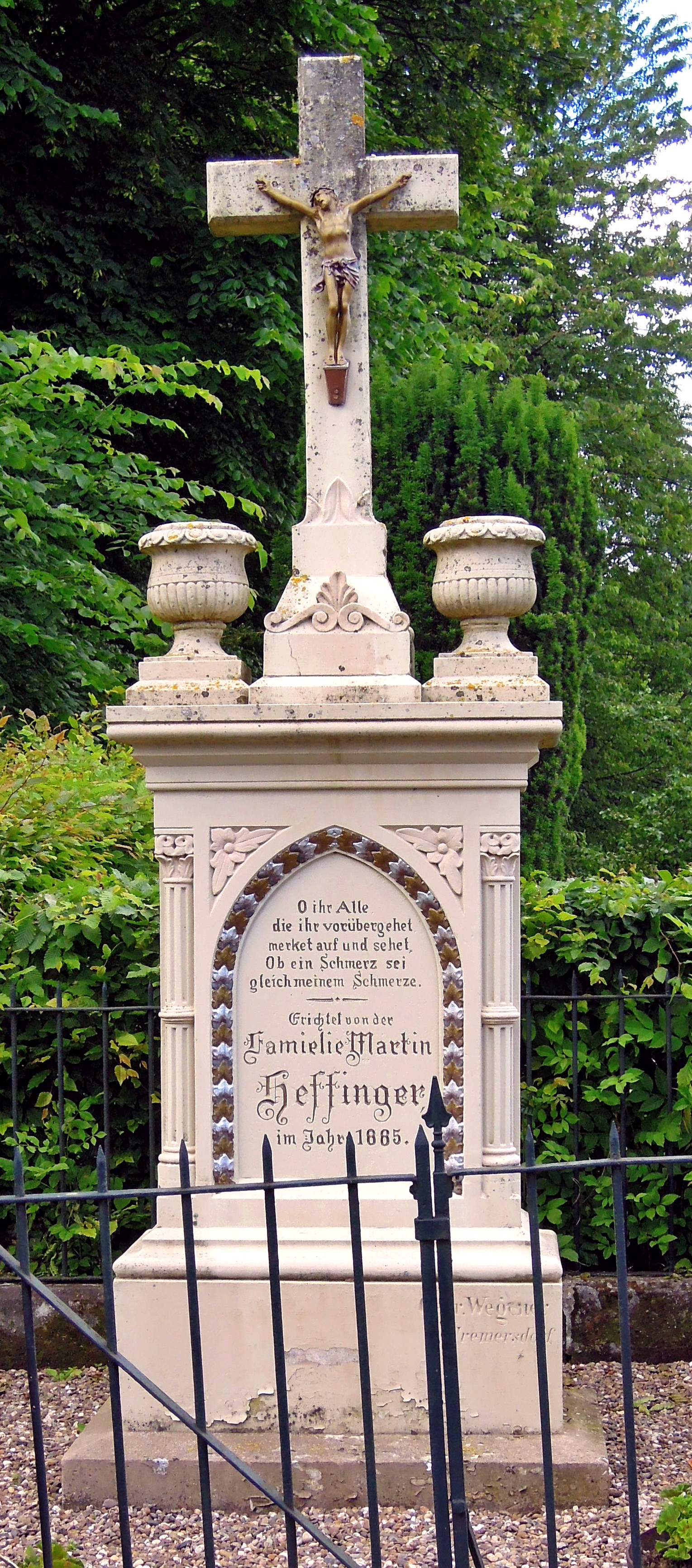